# Maria Saal
Maria Saal (in sloveno Gospa Sveta) è un comune austriaco di 3 830 abitanti nel distretto di Klagenfurt-Land, in Carinzia; ha lo status di comune mercato (Marktgemeinde).

## Storia
Venne fondata dall'imperatore romano Claudio nel I secolo con il nome di Virunum.
Nel I secolo, l'imperatore romano Claudio stabilì la capitale provinciale Virunum sul Magdalensberg, come insediamento successivo alla capitale celtica Noreia, nella provincia del Norico, fondata intorno al 15 a.C..
La prima cristianizzazione dell'area, intorno al 300, partì dal Patriarcato di Aquileia, con Virunum che divenne sede vescovile. Intorno al 590, gli Slavi occuparono e colonizzarono la Carinzia e parti delle attuali province di Stiria e Salisburgo; Virunum è menzionata per l'ultima volta nel 591. La capitale del principato fondato qui dagli Slavi aveva la sua sede di governo (Curtis Carantana) a Karnburg, ai piedi dell'Ulrichsberg; oggi Karnburg è un villaggio appartenente al comune, pochi chilometri a ovest dell'attuale cittadina di Maria Saal.
Prima del 767, il vescovo salisburghese Virgilio inviò il vescovo Modesto con dei chierici in Carantania. Così la seconda ondata di cristianizzazione in Carinzia fu avviata da Maria Saal.
In seguito Karnburg fu anche il centro del ducato carinziano; Arnolfo di Carinzia aveva qui un palazzo imperiale.  Nel IX secolo fu costruita la cattedra ducale, dove il duca prestava giuramento alle proprietà, concedeva i feudi e amministrava la giustizia.
Nella seconda metà del XV secolo, la chiesa di Santa Maria fu trasformata in una fortezza per proteggere i contadini quando i turchi invasero la Carinzia. Dopo un incendio, fu ricostruita tra il 1670 e il 1674 e nel 1687 Mathias Landsmann fuse una campana di 6.608 kg dai cannoni lasciati dai Turchi; la Maria Saalerin è la campana più grande della Carinzia.
Nel 1859 Maria Saal divenne parte della diocesi di Gurk e il vescovo di Gurk era anche prevosto di Maria Saal.
Nel 1930 il comune fu elevato a città mercato.

## Monumenti e luoghi d'interesse
- La chiesa di Santa Maria Assunta (Marienkirche) è l'antica cattedrale di Maria Saal, costruita in stile gotico nel XV secolo, già chiesa madre della cristianità in Carinzia.
- Il Seggio del duca (Herzogstuhl) è costituito da pietre romane e bassorilievi  del I secolo, protetto da una cancellata in ferro e da una struttura in vetro. Fino al 1597 i duchi di Carinzia vi prestavano giuramento appena incoronati[1]. Il duca neoeletto riceveva qui l'omaggio degli "stati" (i rappresentanti dei ceti sociali) del ducato. Il seggio più grande, rivolto a est, era riservato ai duchi di Carinzia, quello rivolto a ovest era riservato al conte palatino.

## Amministrazione

### Gemellaggi
- Aquileia
- Forgaria
- Gornji Grad